# Holger Schön
Hjert Holger Schön, född 30 mars 1910 i Solna i Stockholms län, död 25 mars 1980 i Stockholm, var en svensk vinteridrottare som tävlade i backhoppning och nordisk kombination. Han representerade Djurgårdens IF.

## Karriär
Holger Schön blev dubbel svensk mästare i backhoppning 1930, individuellt och i laghoppning tillsammans med kamraterna i Djurgårdens IF. Han blev även svensk mästare individuellt och i laghoppning 1934, samt i lagtävling 1936.
Schön deltog i Skid-VM 1930 i Oslo i Norge. Han tävlade i backhoppning och blev nummer 18 i Holmenkollen. Under Skid-VM 1931 i Oberhof i Tyskland. 
Vid olympiska vinterspelen 1932, i Lake Placid i USA, tävlade Schön i backhoppning och nordisk kombination. I backhoppningstävlingen hoppade han 57,0 meter i första omgången och låg då på 16:e plats. I andra omgången hoppade han 61,5 meter, det tionde bästa hoppet i andra omgången. Schön slutade på en 11:e plats i backhoppningen. I tävlingen i nordisk kombination blev han nummer 31 i längdskidåkningen. Han blev nummer 8 i backhoppningen och slutade på en 28:e plats totalt. 
Schön hade sista backrekorden i Saltsjöbadens hoppbacke. Han hoppade 46,5 meter 1931. Holger Schön är begravd på Sandsborgskyrkogården i Stockholm.